# Schimbări fonetice în limba arabă
În lingvistică se disting două tipuri principale de schimbări fonetice: schimbări necondiționate (necombinatorii) și schimbări condiționate (combinatorii).
Schimbările necondiționate țin de evoluția limbajului însuși și ele se produc în toate cuvintele, indiferent de natura sunetelor înconjurătoare. A fost emisă opinia general acceptată că la baza schimbărilor fonetice se află considerente care țin de ușurarea sau simplificarea pronunției. Fără îndoială că acesta este rezultatul schimbărilor fonetice, însă ele se produc după reguli fonetice. 
În limba arabă, cele mai importante schimbări condiționate sunt :

## Asimilarea
Asimilarea reprezintă modificarea fonetică întâlnită cel mai frecvent. Ea constă în tendința a două foneme diferite, vecine sau apropiate, de a căpăta trăsături comune. 

### După gradul de apropiere a trăsăturilor
După gradul de apropiere a trăsăturilor, asimilarea poate fi totală sau parțială. 

Asimilarea totală constă în dobândirea de către un fonem a tuturor trăsăturilor celuilalt fonem.

Asimilarea parțială constă într-un fonem care împrumută de la un alt fonem modul sau punctul de articulare.

### După poziția sunetelor
După poziția sunetelor, asimilarea poate fi la contact sau la distanță.

### După direcția în care se produce
După direcția în care se produce, asimilarea poate fi progresivă, regresivă sau bilaterală.

Prin asimilare progresivă înțelegem că un sunet asimilează sunetul care urmează după el.

## Disimilarea
Disimilarea este procesul opus asimilării, ea constând în tendința de diferențiere a două foneme identice sau care prezintă unele trăsături comune. În unele cazuri se poate împinge disimilarea până la eliminarea unuia dintre cele două sunete.

## Metateza
Metateza este fenomenul fonetic care constă în schimbarea ordinii unor sunete în cadrul cuvântului. Ea generează forme incorecte, dar există și cazuri în care astfel de forme se generalizează, circulând în paralel cu cele de la care au provenit.
Spre exemplu, verbul „a dispărea” are două forme: „iḑmaḥalla” și „imḍaḥalla” , amândouă fiind considerate corecte.

## Proteza
Proteza este o altă schimbare fonetică întâlnită frecvent în limba arabă pentru evitarea unui grup biconsonantic în poziție inițială. Ea constă în adăugarea unei vocale (precedate de hamza) la începutul unui verb la imperativ sau al unui cuvânt împrumutat. 
De exemplu: „ktub” se transformă în „’uktub” și înseamnă „scrie!”

## Anaptixa
Anaptixa este o schimbare fonetică ce constă în introducerea unei vocale între două consoane, așa numita vocală eufonică, întâlnită frecvent atunci când se creează un grup biconsonantic la pauză.
De exemplu: „ğism” (corp) se transformă în „ğisim”.